# Дос Сантос Лус, Луис
Луис дос Сантос Лус (порт.-браз. Luiz dos Santos Luz; 29 ноября, по другим данным 26 января 1909, Порту-Алегри — 27 августа 1989, Порту-Алегри) — бразильский футболист, центральный защитник. Быступал за сборную Бразилии, участвовал на чемпионате мира 1934, где провёл 1 игру 27 мая с Испанией.

## Карьера
Луис Лус начал играть в футбол в детской команде «Риашуэлу», откуда в 1924 году перешёл в молодёжный состав местной команды «Американо». С 1926 года он стал играть за основной состав команды, затем стал капитаном клуба. И в этом качестве он привёл «Американо» к победе в 1928 году в чемпионате штата Риу-Гранди-ду-Сул. Также Лус играл за местные клубы «Крузейро» и «Интернасьонал», помогая им по разным турне по стране, одновременно являясь игроком «Американо». Оттуда он уехал в Уругвай, где выступал за «Пеньяроль», но был вынужден покинуть команду из-за жены, не желавшей жить в чужой стране и в которой, по её мнению, было слишком холодно. Откуда Луис возвратился в «Американо». В статусе игрока этой команды Лус поехал на чемпионат мира, став первым игроком из клубов штата Риу-Гранди-ду-Сул, сыгравшем на этом турнире. Любопытно, что разрешения поехать на этот турнире руководство Конфедерации спорта Бразилии просило у матери футболиста, к которой пришло лично. С 1935 года защитник выступал за «Гремио». В 1941 году он закончил карьеру из-за тяжёлой травмы, но затем вернулся на поле, сыграв 4 матча. В период между возвращениями Лус являлся тренером молодёжной команды, а затем главным тренером «Гремио», который под его руководством провёл 17 матчей. Также он дважды возглавлял клуб «Сан-Жозе» и в 1947 году вновь «Гремио» на протяжении 14 игр.

## Международная статистика
| Матчи Луса за сборную Бразилии | Матчи Луса за сборную Бразилии | Матчи Луса за сборную Бразилии | Матчи Луса за сборную Бразилии | Матчи Луса за сборную Бразилии | Матчи Луса за сборную Бразилии | Матчи Луса за сборную Бразилии |
| №                              | Дата                           | Место проведения               | Оппонент                       | Счёт                           | Голы                           | Турнир                         |
| ------------------------------ | ------------------------------ | ------------------------------ | ------------------------------ | ------------------------------ | ------------------------------ | ------------------------------ |
| 1                              | 27 мая 1934                    | Генуя                          | Испания                        | 1:3                            | —                              | Чемпионат мира                 |
| 2                              | 3 июня 1934                    | Белград                        | Югославия                      | 4:8                            | —                              | Товарищеский матч              |
| 3                              | 17 июня 1934                   | Барселона                      | Каталония                      | 1:2                            | —                              | Товарищеский матч              |
| 4                              | 24 июня 1934                   | Жирона                         | Каталония                      | 2:2                            | —                              | Товарищеский матч              |
| 5                              | 1 июля 1934                    | Барселона                      | Барселона                      | 4:4                            | —                              | Товарищеский матч              |
| 6                              | 12 июля 1934                   | Лиссабон                       | Сборная Бенфики и Белененсеша  | 4:2                            | —                              | Товарищеский матч              |
| 7                              | 15 июля 1934                   | Лиссабон                       | Спортинг (Лиссабон)            | 6:1                            | —                              | Товарищеский матч              |
| 8                              | 22 июля 1934                   | Порту                          | Порту                          | 0:0                            | —                              | Товарищеский матч              |

## Достижения
- Чемпион штата Риу-Гранди-ду-Сул: 1928